# Cypripedium debile
Cypripedium debile är en orkidéart som beskrevs av Heinrich Gustav Reichenbach. Cypripedium debile ingår i släktet guckuskor, och familjen orkidéer. Inga underarter finns listade i Catalogue of Life.

## Bildgalleri

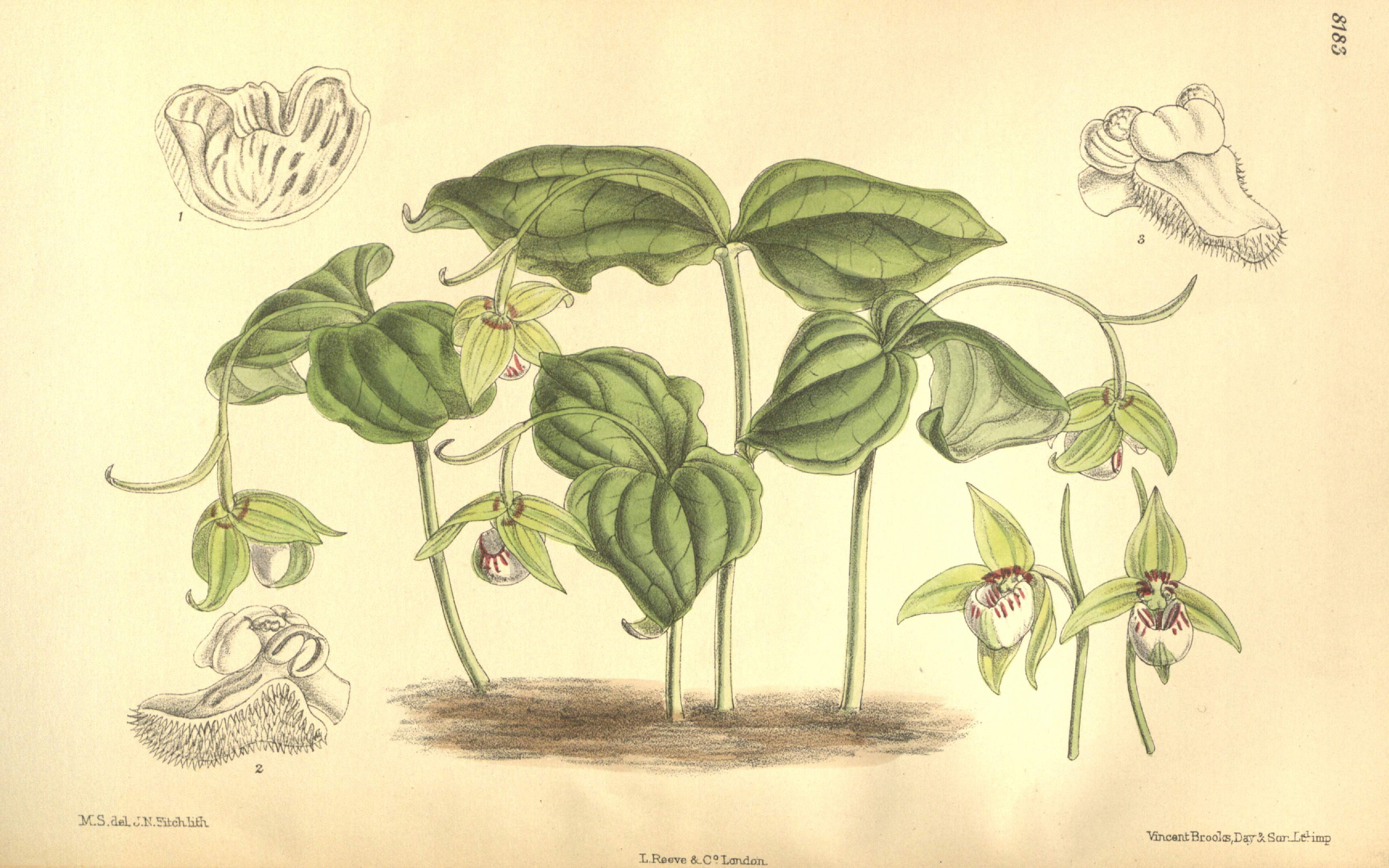